# Multiposting
Multiposting est une entreprise française, proposant une solution de multidiffusion d'annonces d'emplois et de stages sur internet. Sa solution technologique est destinée aux professionnels des Ressources Humaines (entreprises, cabinets de recrutement, agences d’intérim). SAP a racheté Multiposting en octobre 2015.
Multiposting est devenu un département de la SAP.

## Histoire
La société Multiposting a été créée en 2008 par Gautier Machelon et Stéphane Le Viet.
Elle déclare connaître une croissance annuelle comprise entre 50 et 100 % et travailler avec plus de 1 000 clients à travers le monde, dont 32 sociétés du CAC 40 en France.
Les fondateurs de Multiposting sont à l’origine d’une seconde start-up, Work4 Labs, basée à San Francisco, qui propose des solutions de recrutement sur Facebook.
En 2012, Multiposting a annoncé sa première levée de fonds auprès de Latour Capital et de Kernel (holding d'investissement de Pierre Kosciusko-Morizet, cofondateur de Price Minister).
La société a été dissoute le 13 décembre 2016.

## Produits
La société Multiposting propose plusieurs solutions dont : Multiposting, Multisearch et Smartsearch.

## Récompenses
En 2014 et 2015, Multiposting a remporté le Concours Mondial de l'Innovation lancé par l'État dans la catégorie Big Data avec son projet Smartsearch, moteur de recherche de l'emploi.